# Полянський Роман Володимирович
Роман Володимирович Полянський (рос. Роман Владимирович Полянский; нар. 9 листопада 1983, Омськ, РРФСР, СРСР) — російський актор театру і кіно.

## Біографія
Народився 9 листопада 1983 року в Омську. 
Батьки — спортсмени: батько — лижник, працював в сфері автотранспорту, мати займалася художньою гімнастикою і викладала в школі хімію і біологію. 
Має двох старших сестер: єдиноутробну сестру Ярославу і єдинокровну сестру Ольгу.
Закінчив музичну школу за класом кларнета. Вступив в Омське музичне училище ім. Шебаліна, де освоїв тенор-саксофон. З другого курсу почав відвідувати театральну студію. Потім вступив до Театрального училища ім. Бориса Щукіна, яке закінчив у 2008 році.
У тому ж році був прийнятий в трупу Театру імені Є. Вахтангова і отримав нагороду «За найкращий акторський бій» — перший фестиваль зі сценічної фехтування «Срібна шпага». У 2009 році Роман Віктюк запросив актора в свій театр — в спектакль «Ромео і Джульєтта», в якому він зіграв Меркуціо і брата Лоренцо. Був також задіяний у виставі Романа Віктюка «Ferdinando». У антрепризі Театральної компанії «Вільна сцена» зіграв в постановках «Старший Син» (Кудімов) і «Отелло» (Кассіо).

## Популярність
У кіно дебютував в студентські роки, зігравши студента в картині «Люба, діти і завод …». Далі режисер Олена Нємих запросила його в свою картину «Я повернусь». Пізніше знявся в комедії «Тариф Новорічний» і мелодрамі «Візьми мене з собою». Першу популярність отримав після виходу комедійного серіалу «Іграшки», присвяченого життю офісних співробітників.
Виконав роль Сергія Єфрона в фільмі «Дзеркала». Зіграв у фільмах «Овечка Доллі була зла і рано померла», «Королева бандитів 2», «Ці очі навпроти», «Рейдер», «Час кохання», «Маруся», «Таємниця кумира», «Орден».

## Особисте життя
Був одружений з акторкою Дариною Жулай, однокурсницею в Театральному інституті імені Бориса Щукіна. У 2011 році у пари народилася дочка Марфа.

## Фільмографія
- 2006 — Люба, діти і завод — студент
- 2007 — Кривава Мері — кореспондент
- 2008 — Біла акація (фільм-спектакль) — Моргунов
- 2008 — Брати-детективи — епізодична роль
- 2008 — Візьми мене з собою — Іван
- 2008 — Тариф «Новорічний» — Кот
- 2008 — Терміново в номер-2. Випадок на турбазі — Руслан
- 2009 — Я повернуся — Митя, наречений Мусі
- 2009 — Візьми мене з собою-2 — Іван Рудановский
- 2009 — Сорок третій номер — Ілля
- 2010 — Нонна і Слава. Жорстокий роман (документальний) — Слава Тихонов в молодості
- 2010 — Була любов — Валерій Савченко, початківець актор
- 2010 — Іграшки — Дмитро Некрасов, брат Вари
- 2010 — Рейдер — Діма
- 2010 — Шипшина (короткометражний)
- 2011 — Маруся — Фелікс
- 2011 — 20 років без любові — Герман
- 2011 — Зойкина любов — Саша
- 2011 — Проїзний квиток — Леонід Некрасов
- 2011 — Тільки ти — Діма Капранов
- 2012 — Зрадник — Ігор Ребров
- 2013 — Дзеркала — Сергій Ефрон
- 2013 — Поговори зі мною про любов — Григорій
- 2013 — Вбивство на 100 мільйонів — Костя
- 2013 — Будинок сплячих красунь — Павло Смурнов
- 2014 — Овечка Доллі була зла і рано померла — Макс
- 2014 — Манекенниця — Вадим Темников
- 2014 — Королева бандитів-2 — Віктор
- 2014 — Двоє з пістолетами — Вадим Воронов
- 2015 — Альошкіна любов — Саня
- 2015 — Любов у розшуку — Саша
- 2015 — Порушення правил — Борис Холмський
- 2015—2017 — Матусі — Костянтин (Костя) Андрійович Грачов
- 2016 — Ці очі навпроти — Едик Лосєв
- 2016 — Метод Фрейда-2 — Олег Сторожев
- 2016 — Орден — Іван Забєлін
- 2016 — Таємниця кумира — Артист
- 2016 — Навчи мене жити — Алік Мелентьев, психіатр
- 2016 — Мара — Олександр Вербер
- 2016 — Кругообіг — Іван
- 2016 — По той бік смерті — Костя
- 2017 — Крила Імперії — Микола Гумільов
- 2017 — Наречений для дурепи — Ігор, лікар
- 2018 — Лабіринти — Сергій Нестеров
- 2018 — Від ненависті до любові — Леонід Марьямов
- 2018 — Той, хто читає думки (Менталіст) (серія № 11 «Розплата за минуле») — Денис Крючков, адвокат з нерухомості
- 2018 — Динозавр — Лев Шанін, слідчий
- 2018 — Чужа кров — Андрій Горбатов
- 2018 — Мелодія любові — Костя
- 2020 — Місто наречених — Кирило
- 2020 — Заповідний спецназ — Григорій Іванович Кужель, бізнесмен
- 2021 — Врятувати Віру

## Театральні роботи
- Танцюємо і співаємо — дипломний спектакль.
- Макбет — дипломний спектакль. Реж. Коручеков. Спочатку грав сержанта, далі Макдуфа, потім одного з убивць.
- Біла акація — Моргунов, дипломний спектакль. Реж. В. Іванов. Театр ім. Евг. Вахтангова.
- Царське полювання — реж. В. Іванов. Театр ім. Є. Вахтангова.
- За двома зайцями — Тарас, один Голохвостого. Театр ім. Евг. Вахтангова.
- Троил і Крессида — Троил. Театр ім. Є. Вахтангова.
- Фредерік, або Бульвар злочинів — Дюжі. Театр ім. Евг. Вахтангова.
- Алі-Баба і сорок розбійників — Стражник. Театр ім. Є. Вахтангова.
- Правдива легенда одного кварталу — Луї. Театр ім. Евг. Вахтангова.
- Мадемуазель Нітуш — грав конвоїра. Реж. В. Іванов. Театр ім. Є. Вахтангова.
- Берег жінок — Офіціант. Почав брати участь в спектаклі в грудні 2009 року. Театр ім. Є. Вахтангова.

У 2009 році Роман Віктюк запросив до себе в театр грати в спектаклі «Ромео і Джульєтта». Прем'єра в Москві відбулася 15 червня 2009 року. Грає Меркуціо і брата Лоренцо — по теп. час.
Також грає в спектаклі Романа Віктюка «Ferdinando». Прем'єра 16 листопада 2009 року.

### Антреприза
- Старший Син — Кудімов. Театральна компанія «Вільна сцена»
- Отелло — Кассіо. Театральна компанія «Вільна сцена»

## Призи та нагороди
У 2008 році отримав нагороду «За найкращий акторський бій» — перший фестиваль зі сценічної фехтування «Срібна шпага».

## Інтерв'ю
- Роман Полянський: «Актор не може зупинятися в розвитку!» (частина 2), лютий 2019 р інтернет-журнал BrightStories.ru, Тетяна Абовян, Наталія Козлова
- Роман Полянський: «Актор не може зупинятися в розвитку!» (частина 1), лютий 2019 р інтернет-журнал BrightStories.ru, Тетяна Абовян, Наталія Козлова